# Voiture CFA Inox
Pour les articles homonymes, voir CFA.

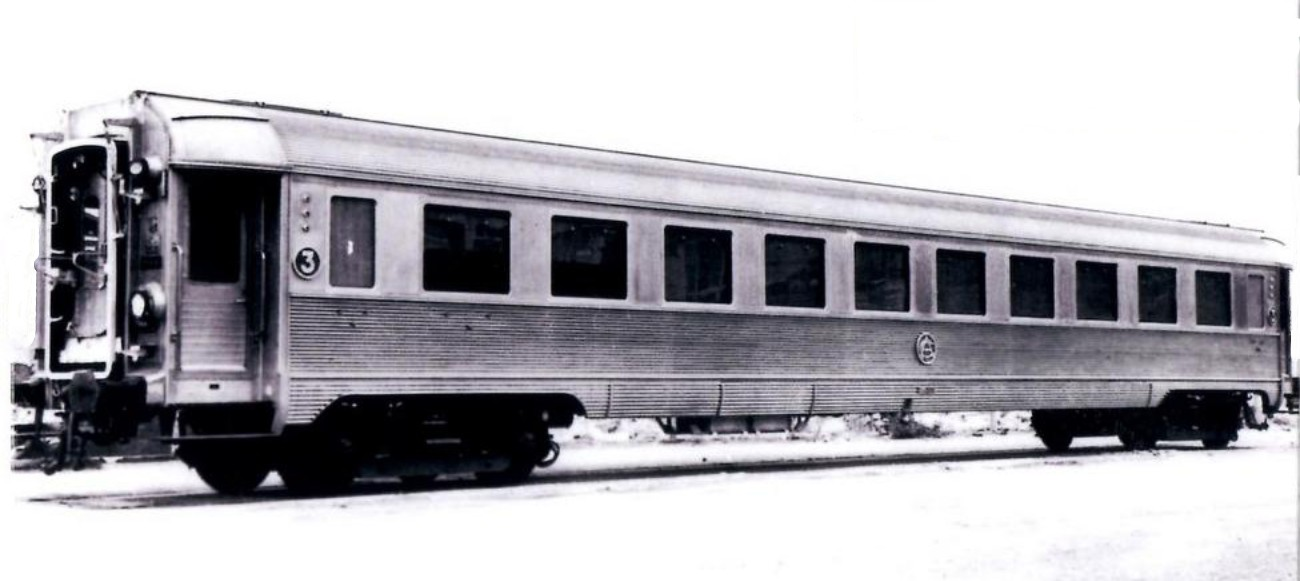
Voiture Inox C10 des CFA.

Les voitures CFA Inox sont des voitures de chemin de fer réalisées en acier inoxydable pour les CFA en Algérie. Le parc total atteindra 82 voitures.

## Description
Les CFA, qui recherchent des voitures plus légères, commandent des voitures en acier inoxydable chez Carel Fouché qui détient depuis 1935 la licence de la société américaine Budd Company de Philadelphie. Ces voitures, livrées au début des années 1950, se distinguent des voitures DEV inox par leurs portières en retrait par rapport aux flancs de la voiture du fait de marchepieds fixes.
Le premier lot de 40 voitures se compose de :
- 15 A3/B5 mixtes 1re/2e classe ;
- 14 C10 de 3e classe ;
- 3 C5r bar-resto/3e ;
- 8 B5D mixtes 2e classe / fourgon.

Elles sont équipées de bogies Y 16e de type Pennsylvania, dérivés de ceux des voitures OCEM des années 1930.
En 1957 est passée une nouvelle commande de 30 voitures :
- 22 C10 de 3e classe ;
- 3 B4/C5 mixtes 2e/3e classe ;
- 5 B4D mixtes 2e classe / fourgon.

Elles sont équipées de bogies Y 24z, plus modernes et plus confortables.
En 1959-1960, 12 autres voitures viendront s'ajouter au parc, dont un prototype A8tuj « coach »  à allée centrale.
Leur entretien était assuré par les ateliers de Sidi Bel Abbès et de Bône.